# Linnet & Laursen
Linnet & Laursen (LL) var en dansk radiofabrik, der blev grundlagt i 1946 af Harald Linnet og Valdemar Hofman Laursen, der begge kom fra B&O. Ud over store radiomodtagere med god lyd, fremstillede man fra 1950 også fjernsyn. Efter Poul Henningsens kraftige kritik af udseendet af danske radioapparater i 1956, begyndte fabrikken at lade arkitekter designe apparatkasserne. Fabrikken lukkede i 1965, kort efter man var begyndt at udvikle et farve-tv. 
LL var i mange henseender teknologiførende. og udviklede mange smarte løsninger undervejs, som siden blev kopieret af andre fabrikker. I 1950 fremvistes til en radioudstilling i Forum et TV-apparat, som blev udnævnt til udstillingens bedste. TVet var blevet konstrueret og designet af Herman Høedholt i hans fritid. Til en anden stor radio og TV-udstilling i Forum i 1956, fremstilledes et TV-apparat, helt i gennemsigtigt plexiglas, men desuden til drift af et 12 volt bilbatteri. Dette apparat kom siden til Danmarks Tekniske Museum i Helsingør. LL havde også en glorværdig æra med fremstilling af transistorradioer, af hvilke den store model "Piccolo" kåredes til verdens bedste.
Også uden for den egentlige produktion udmærkede LL sig. De var muligvis de første, som alvorligt tænkte på medarbejderne. Således ankom først i 1950'erne en (årlig) kølebil med juleænder til medarbejderne, og ligeledes startede et årligt kunstprojekt med litografier (stentryk) af danske TV-sendemaster til alle.
Mange tidligere LL-medarbejdere kom videre ud i verden, heriblandt Anton Pedersen, som startede sit AP Radiotelefon med apparater til navnlig taxa-kommunikation, og herigennem fødtes også forløberne for vore dages mobiltelefon. Væsentlige dele af LL's historie er beskrevet i Tv-serien "Krøniken", hvortil også er taget samtidige elementer fra andre af de dengang omkring 50 danske radio- og TV-fabrikker.
Fabrikken lå fra 1953 til 1965 i Vanløse ved Apollovej og Vanløse Allé. Bygningerne blev nedrevet i 2010 for at give plads til shoppingcentret Kronen.